# Antiochos V. Eupatór
Antiochos V. Eupatór (řecky Αντίοχος Ευπάτωρ; asi 173 př. n. l. – 162 př. n. l.) byl král Seleukovské říše. Byl synem Antiocha IV. Epifana a jeho sestry a manželky Laodiké. Po smrti svého otce převzal roku 164 př. n. l. trůn a o dva roky později byl na popud svého bratrance Démétria I. zavražděn.   

## Život
Starověký vojenský historik Appiános uvádí, že Antiochovi V. bylo v době smrti jeho otce Antiocha IV. (164 př. n. l.) devět let, z čehož plyne, že se narodil kolem roku 173 př. n. l. Podle jedné babylonské klínopisné tabulky se již v roce 170 př. n. l. stal spoluvládcem svého otce. Antiochos IV. chtěl zabránit nástupnictví Démétria I., který byl rukojmím v Římě a měl legitimní nároky na trůn. Když se Epifanés v roce 165 př. n. l. vydal znovu dobýt Arménii a Horní satrapie, svěřil péči o svého nezletilého syna, který zůstal v Sýrii, císařskému správci pro západní provincie Lysiovi. Lysias také musel porazit povstání Makabejců. Krátce předtím, než Antiochos IV. v roce 164 př. n. l. podlehl nemoci, jmenoval prý svého důvěrníka (filose) Filipa novým říšským správcem a poručníkem Antiocha V. Je však možné, že tato informace je smyšlená a měla sloužit Filipově legitimaci.
Poté, co přišla zpráva o smrti Antiocha IV., nechal Lysias na konci roku 164 př. n. l. prohlásit jeho syna Antiocha V. za nového vládce. Římané byli s touto změnou samozřejmě velmi spokojeni, protože doufali, že poručnická vláda oslabí Seleukovskou říši a usnadní její ovládání. Proto odmítli nárok na trůn, jež vznesl Antiochův bratranec Démétrios.
Lysias byl konfrontován s pokračujícím povstáním Judy Makabejského, který v letech 163/162 př. n. l. oblehl jeruzalémskou pevnost obsazenou Makedonci. V reakci na jejich žádost o pomoc odtáhl Lysias roku 162 př. n. l. spolu s mladým králem v čele silné armády do Judeje. Přinutili Judu, aby obléhání ukončil; Juda také utrpěl porážku u Bét Zacharia. Nyní mohl Lysias přistoupit k obléhání jeruzalémského chrámového návrší. Když přišla zpráva, že Filipos mezitím vznesl nárok na trůn a vytáhl proti císařskému hlavnímu městu Antiochii, Lysias považoval za potřebné uzavřít s Makabejci mírovou smlouvu, aby se pak mohl bez překážek obrátit proti Filipovi. Antiochos V. zrušil obětní edikt vydaný jeho otcem; Židům bylo umožněno svobodně praktikovat jejich náboženství. Pětiletá náboženská válka tak dočasně skončila a Judea se znovu formálně podrobila. Lysias tedy mohl s králem táhnou na Antiochii, kterou mezitím obsadil Filipos. Uchazeče o trůn porazil, nechal ho popravit a už v roce 162 př. n. l. znovu dobyl hlavní město.
V té době dorazilo do Antiochie tříčlenné římské poselství. Jeho členy byli Gnaeus Octavius, konzul roku 165 př. n. l., Spurius Lucretius, který byl v roce 172 př. n. l. praetorem, a Lucius Aurelius Orestes, který snad roku 157 př. n. l. zastával konzulát. Vyslanci prý na Antiocha V. naléhali, aby dodržel podmínky smlouvy z Apamey, kterou porušoval i jeho otec Antiochos IV. V souladu s tím nechal Octavius přeříznout šlachy válečných slonů a spálit válečné lodě, které seleukovský král držel v rozporu s touto smlouvou. V předchozí kampani proti Judeji použili Lysias a Antiochos V. 32 slonů. Panovačné chování Římanů vyvolalo hněv Syřanů a vůdce poselstva Gnaeus Octavius byl zavražděn jistými Leptiny v Laodiceji. Tato událost nepříjemná pro seleukovské vedení je přiměla vyslat do Říma vyslance, aby požádal Senát o odpuštění. Senát se však konkrétní odpovědi vyhnul.
Ještě v roce 162 př. n. l. Démétrios I. Sótér, kterému se podařilo uniknout z římského zajetí, přistál v Tripolisu na syrském pobřeží. V zemi si rychle našel řadu přívrženců. Antiochus V. a Lysias byli brzy zajati jeho vojsky a na jeho rozkaz popraveni.